# Heribert Schatz
Heribert Schatz (* 10. Juli 1936) ist ein deutscher Politikwissenschaftler.

## Leben
Nach dem Studium der Wirtschafts- und Sozialwissenschaften in München, Köln und Mannheim und der Promotion 1966 war er von 1967 bis 1972 wissenschaftlicher Mitarbeiter in der Planungsabteilung des Bundeskanzleramtes in Bonn. Von 1972 bis 1974 hatte er ein DFG-Habilitationsstipendium. Von 1974 bis 1978 war er wissenschaftlicher Rat und Professor an der Ruhr-Universität Bochum. Von 1978 bis 2001 lehrte er als Professor für Politikwissenschaft an der Universität Duisburg bzw. Universität Duisburg-Essen. 2001 erfolgte die Emeritierung.

## Schriften (Auswahl)
- Der parlamentarische Entscheidungsprozess. Bedingungen der verteidigungspolitischen Willensbildung im Deutschen Bundestag. Meisenheim am Glan 1970.
- Politische Planung im Regierungssystem der Bundesrepublik Deutschland. Göttingen 1974, ISBN 3-509-00787-5.

- Fernsehen und Demokratie. Eine Inhaltsanalyse der Fernsehnachrichtensendungen von ARD und ZDF vom Frühjahr 1977. Opladen 1981, ISBN 3-531-03006-X.
- Verbraucherinteressen im politischen Entscheidungsprozess. Frankfurt am Main 1984, ISBN 3-593-33293-0.
- mit Ulrich von Alemann: Mensch und Technik. Grundlagen und Perspektiven einer sozialverträglichen Technikgestaltung. Opladen 1987, ISBN 3-531-11806-4.
- mit Robert van Ooyen und Sascha Werthes:  Wettbewerbsföderalismus. Aufstieg und Fall eines politischen Streitbegriffes. Baden-Baden 2000, ISBN 3-7890-6754-7.